# مجلس الأعيان العثماني

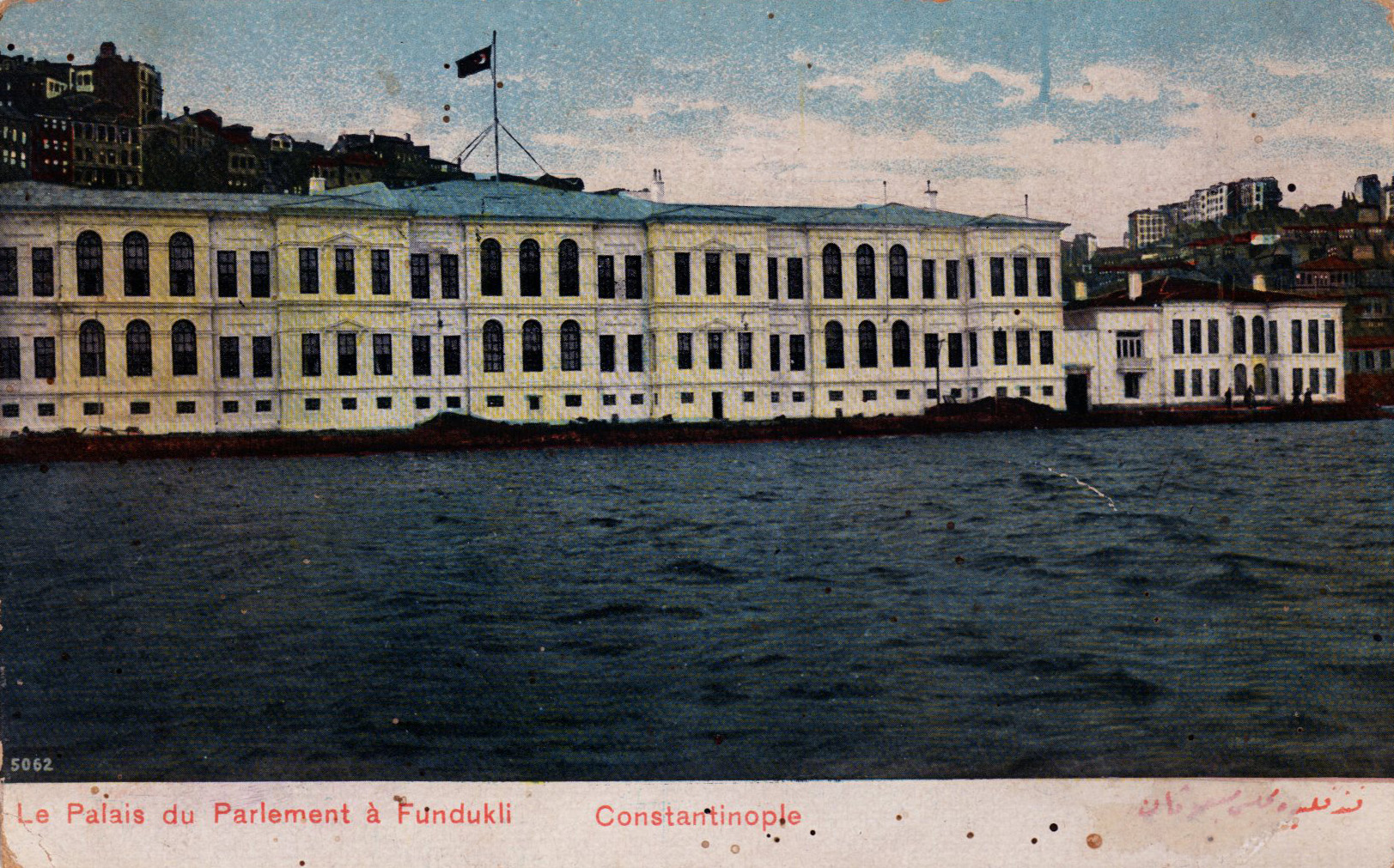

مجلس الأعيان العثماني (بالتركية العثمانية: Heyet-i Ayan، بالتركية الحديثة: Meclis-i Âyân)، كان يمثل الغرفة العلية من المجلس العمومي العثماني. كان أعضاؤه من الأعيان الذين تعينهم الحكومة العثمانية، ويشكل مع مجلس المبعوثان المجلس العمومي العثماني . أسس مجلس الأعيان بموجب الدستور العثماني الصادر في عام 1876، وأُدخلت عليه إصلاحات بعدما حول نظام الحكم في الدولة العثمانية إلى الملكية الدستورية.
يختار السلطان ثلث أعضاء مجلس الأعيان . يشترط في أعضاء المجلس ورئيسه المراد تعيينهم أن يكونوا محل ثقة وذوي سمعة طيبة في البلاد، وسنهم لا يقل عن 40 عام. علاوة على ذلك، فحسب المادة 62 من دستور 1876، إذا ما انطبقت شروط العضوية على وزراء الحكومة، الولاة، القادة العسكريون، وقضاة العسكر، السفراء، البطاركة الأرثوذكس الشرقيون، الحاخامات، وفريق الجيش والبحرية، يصبحوا أعضاء في مجلس الأعيان بحكم مناصبهم.
يجتمع أعضاء المجلسين، ووزراء الحكومة برئاسة الصدر الأعظم، مرة واحدة سنوياً لمناقشة واقرار قائمة بالأمور التي يجب على السلطان أن يصدر مراسيم بها في السنة القادمة، وللنظر في القرارات التي اتخذها السنة الماضية. في اليوم نفسه، يحلف الأعضاء القسم بالولاء للدستور، والسلطان، والبلاد، ومهام مناصبهم.
تذهب القوانين والميزانيات التي يصدق عليها أعضاء مجلس المبعوثان إلى لمجلس الأعيان، حيث يتم مراجعة توافقها مع أحكام الدين، الأخلاق، الاقتصاد، القضايا الاقتصادية، والعسكرية، وتعدّل عند الضرورة أو ترسل مرة أخرى لمجلس المبعوثان. لمجلس الأعيان أيضاً الحق في إصدار تشريعات أصلية خاصة به.